# 외인부대: 암살자들
외인부대: 암살자들(Mercenaries)은 미국에서 제작된 크리스토퍼 레이 감독의 2014년 액션, 모험 영화이다. 브리짓 닐슨 등이 주연으로 출연하였고 데이빗 마이클 랫 등이 제작에 참여하였다.

## 출연

### 주연
- 브리짓 닐슨
- 비비카 A. 폭스
- 조 벨
- 크리스타나 로컨
- 신시아 로즈록

### 조연
- 니콜 빌더백
- 팀 아벨
- 제럴드 웹
- 에드워드 드루이터
- 알렉시스 라이치
- 티파니 팬힐슨
- 모건 베노이트
- 디미트리 S. 부드린
- 케빈 프라이

## 제작진
- 공동제작: 폴 베일스